# Magava
Magava is een geslacht van vlinders van de familie tandvlinders (Notodontidae).

## Soorten
- M. forensis Schaus, 1920
- M. marginata Schaus, 1901
- M. multilinea Walker, 1865